# Claustro de San Benito de Bages

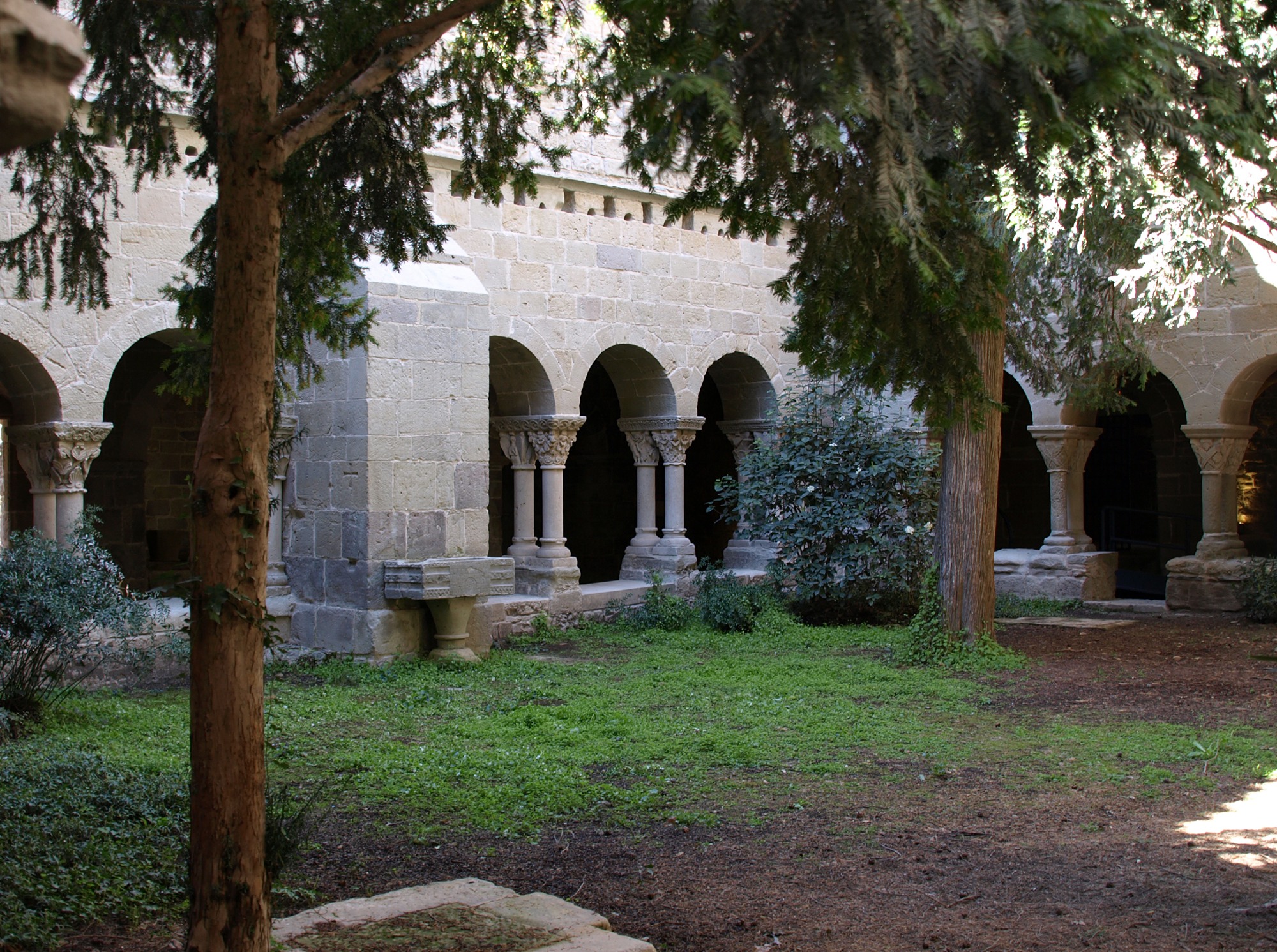
Interior del claustro.

El claustro de San Benito de Bages pertenece al monasterio benedictino del mismo nombre situado en el término municipal de San Fructuoso de Bages en la comarca catalana del Bages y construido en el siglo X.

## Monasterio

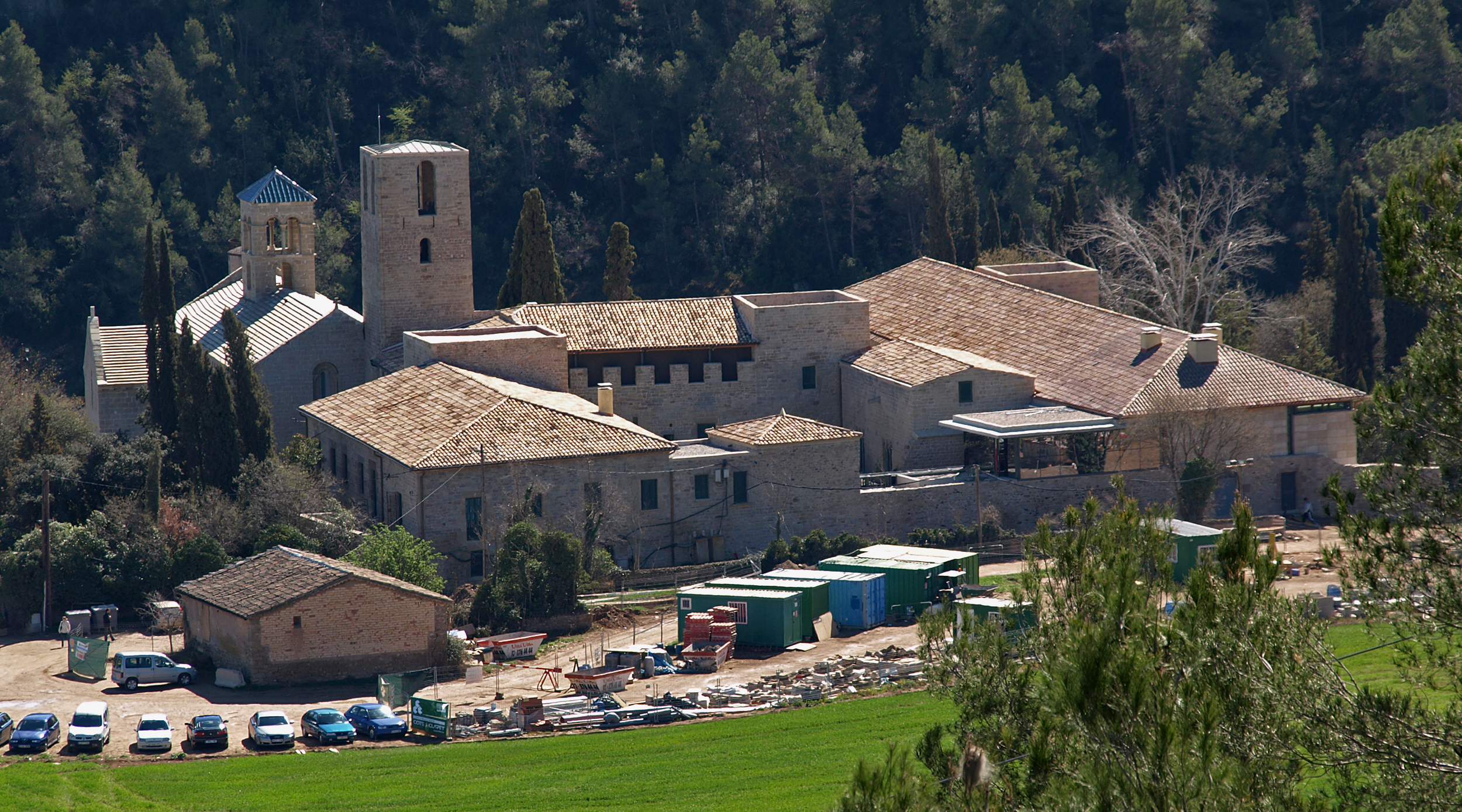
Monasterio de San Benito de Bages.

Hacia el año 950 tuvo lugar la fundación de este cenobio. El responsable fue el noble catalán de la familia Sala que poseía amplios territorios en el sur de Cataluña, fronterizos con la zona musulmana. El deseo de Sala era vincular el monasterio al papado y con ese fin hizo un viaje a Roma en compañía de otros poderosos señores. Es posible que en ese viaje obtuviera las reliquias de San Valentín que se depositarían en el monasterio en una caja de madera recubierta con láminas de plata repujada con diversas escenas de los milagros del santo. La iglesia fue consagrada en el año 972 (muerto ya su fundador). Se conserva el acta correspondiente a la ceremonia.

## Descripción del claustro
En el siglo XII se hicieron definitivas reformas tanto de la iglesia primitiva como del claustro. En ambos espacios trabajaron equipos y artistas diferentes, siendo mucho más tosca la obra del claustro, hasta tal punto que los historiadores llegaron a suponer que se trataba de elementos recuperados del claustro  anterior que sería seguramente más primitivo.

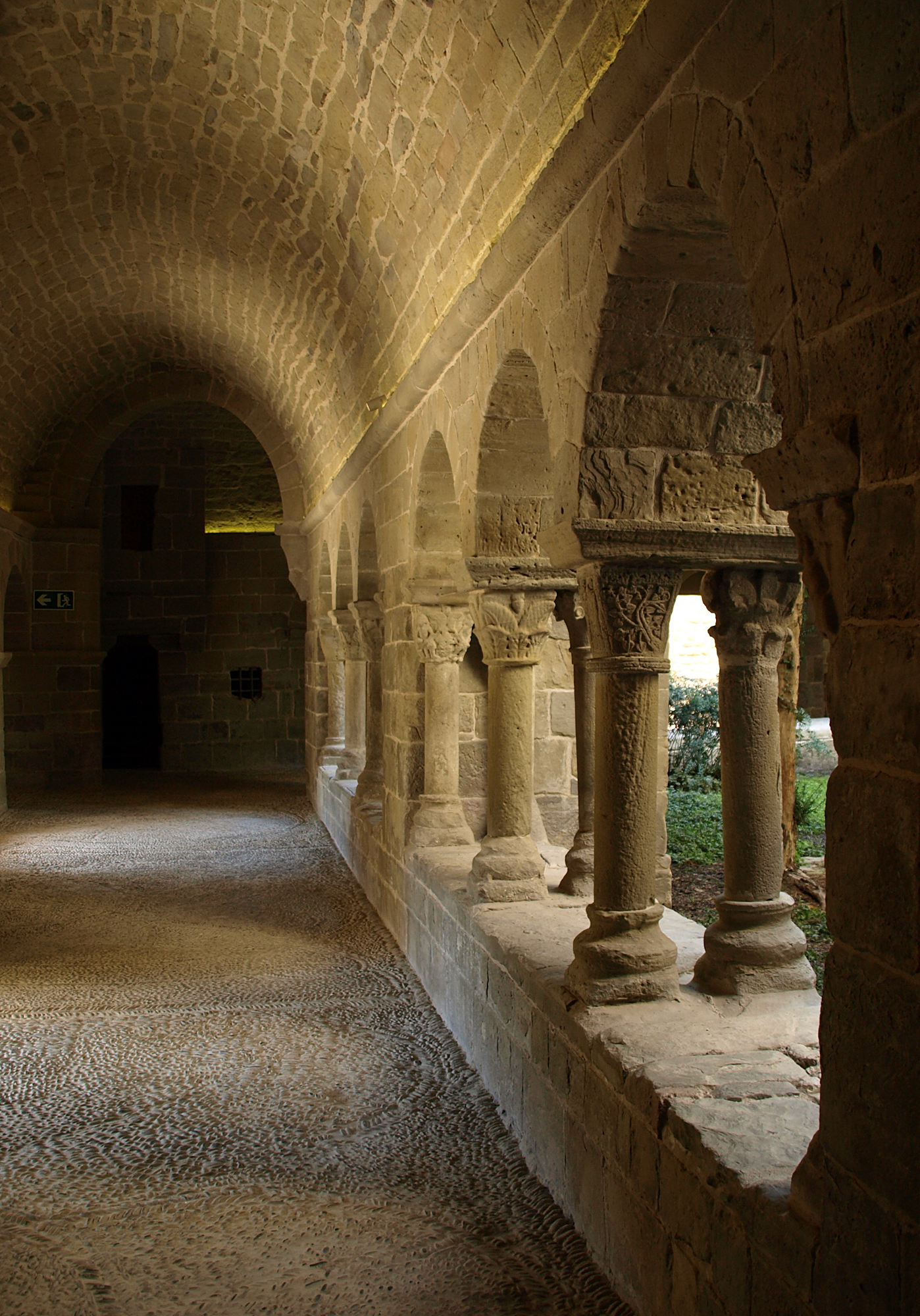
Las pandas se cubren con bóvedas de medio punto

El claustro se halla situado junto a la nave sur de la iglesia. La construcción del siglo XII tenía un solo piso sobre el que en otra época se construyó otro donde la comunidad trasladó todas las estancias necesarias que antes estaban abajo. Esta decisión se debió a los grandes contratiempos que ocasionaban las humedades del piso bajo, que nunca supieron resolver. Por tanto las cuatro pandas de este piso se quedaron como galerías de paso, sin otros servicios.
Las pandas se cubren con bóveda de medio punto. En cada lado hay seis vanos separados por dobles columnas y pilares en cada centro y en cada esquina. 

### Capiteles
Los capiteles están labrados con temática vegetal de influencia del Rosellón, con entrelazos que recuerdan los trabajos de Fontevraud en el suroeste francés y con escenas historiadas en que se representa la Virgen con el Niño, escenas de caza y ángeles con las alas extendidas. Uno de los capiteles mejor tallados está en el ángulo suroeste, cuya cesta muestra grandes palmetas. En ese mismo ángulo hay otro capitel que lleva una inscripción:
conditor operis vocabat(ur) b(er)nad
Se sabe que en San Benet hay un panteón familiar de los Rocafort, muchos de cuyos miembros se llamaban Bernat.

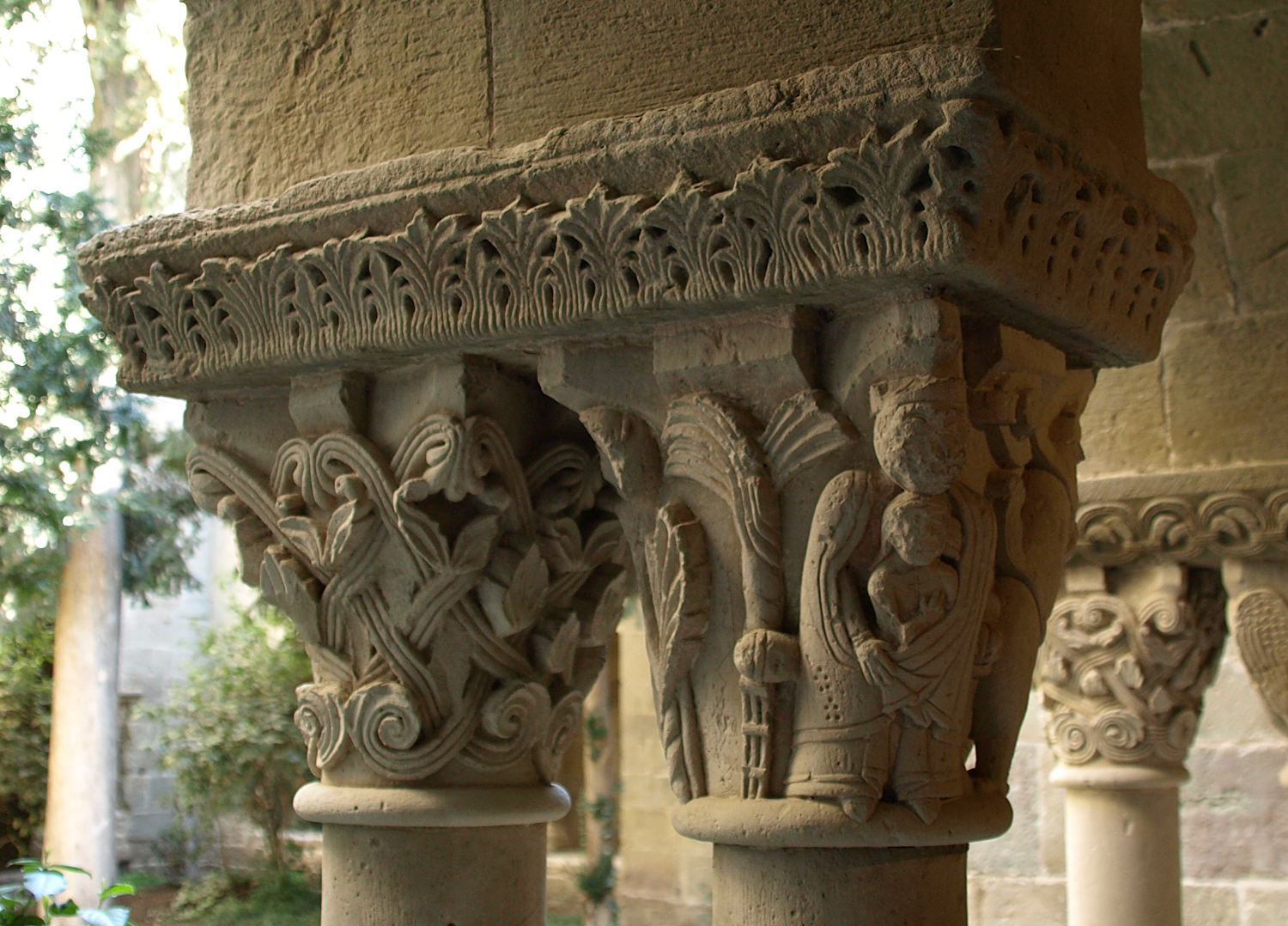
Virgen con niño
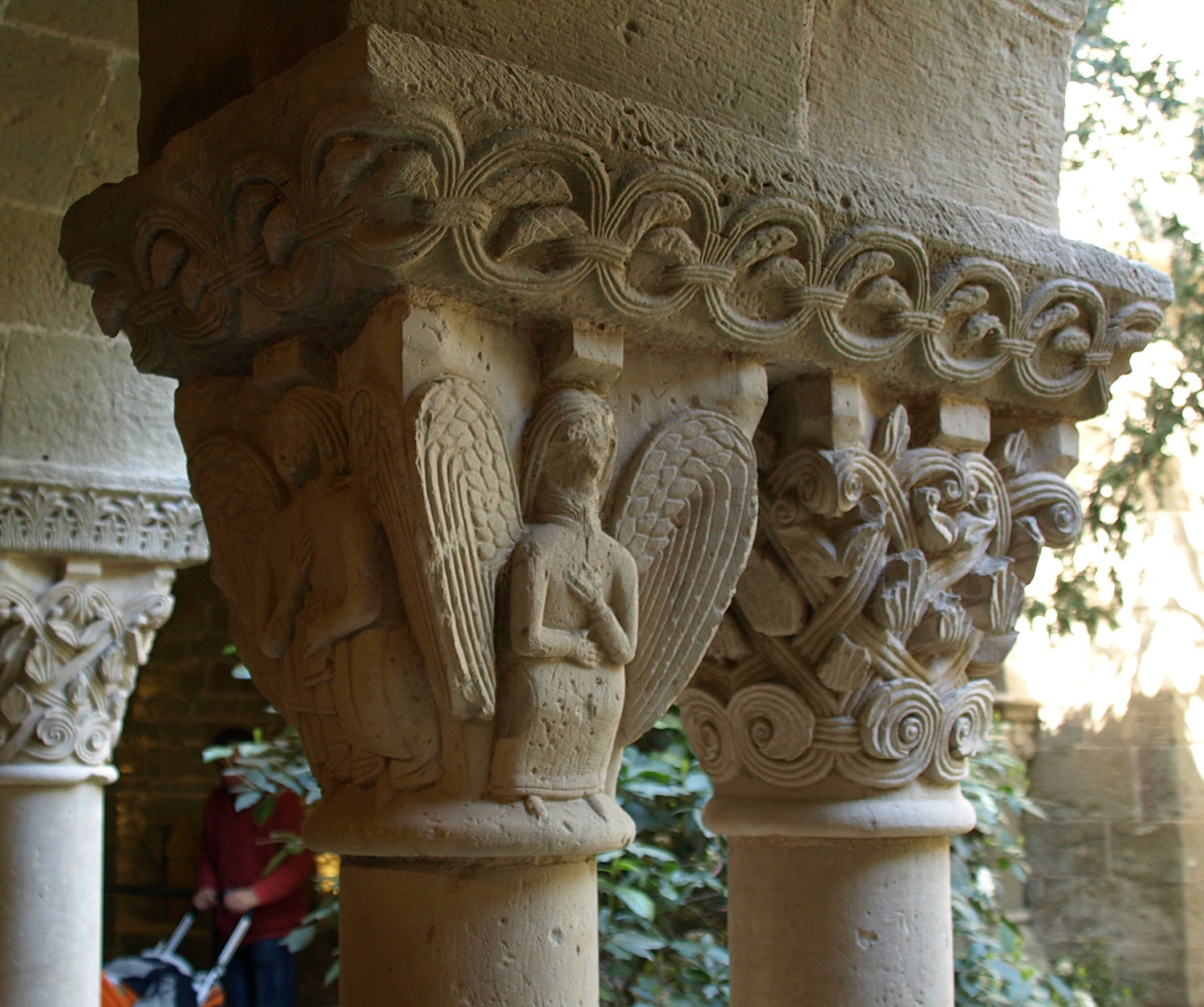
Ángel con alas
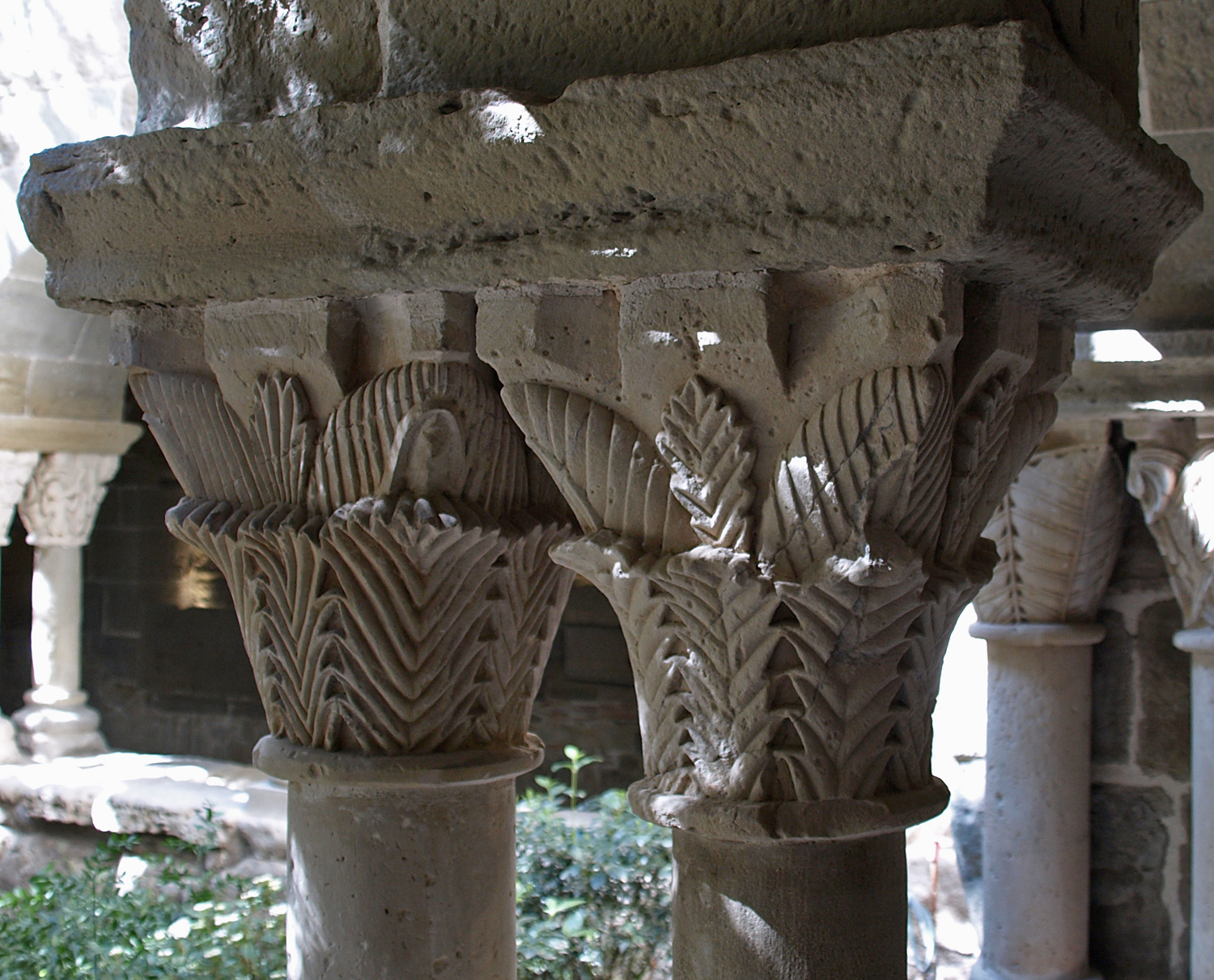
Temas vegetales de influencia del Rosellón
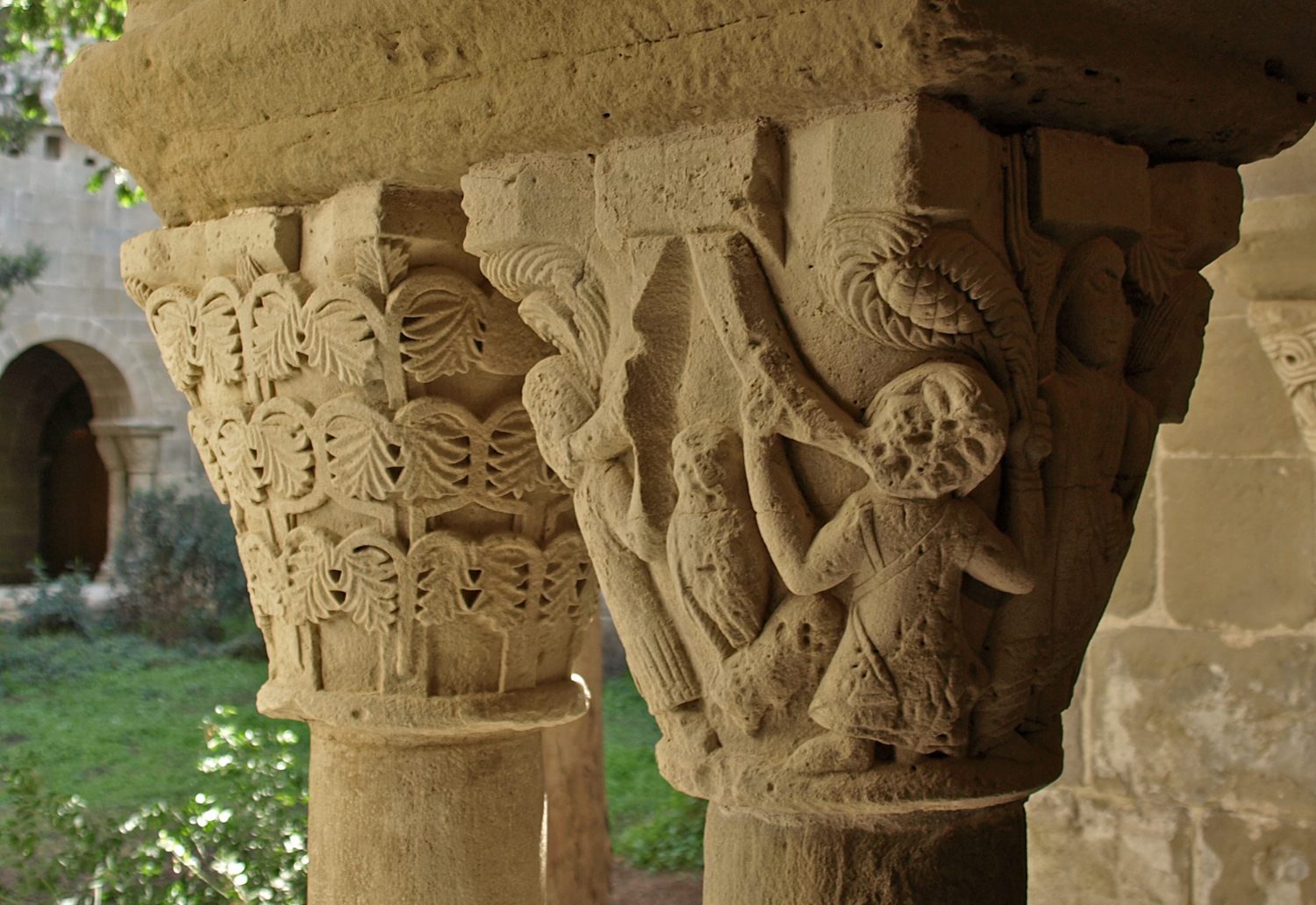
Escena de caza con olifante